# George Wigg, Baron Wigg
George Edward Cecil Wigg, Baron Wigg PC (* 28. November 1900; † 11. August 1983) war ein britischer Politiker der Labour Party, der 1963 maßgeblich zum Bekanntwerden der Profumo-Affäre beitrug.

## Leben
Wigg trat nach dem Besuch des Queen Mary’s College in Basingstoke 1919 in die British Army ein und diente in dieser bis 1937 als Offizier. Nach dem Ausbruch des Zweiten Weltkrieges trat er wieder in die britische Armee ein und war zuletzt Oberst im Ausbildungskorps (Educational Corps).
Er wurde als Kandidat der Labour Party bei der Unterhauswahl vom 5. Juli 1945 als Abgeordneter in das House of Commons gewählt und vertrat dort bis zum 30. November 1967 den Wahlkreis Dudley.
Während der Amtszeit von Premierminister Clement Attlee war er zwischen 1945 und 1951 Parlamentarischer Privatsekretär von Emanuel Shinwell, der unter Attlee mehrere Ministerämter innehatte. Im Anschluss war er nach der Wahlniederlage seiner Partei bei den Unterhauswahlen vom 25. Oktober 1951 bis 1952 einer der Parlamentarischen Geschäftsführer (Whip) im House of Commons.
Während seiner Parlamentszugehörigkeit trug er maßgeblich zum Bekanntwerden der sogenannten Profumo-Affäre um den damaligen Kriegsminister John Profumo bei: Am 2. März 1963 hielt er eine Rede im Unterhaus, in der er die Verstrickungen Profumos und seine Bekanntschaft zu Christine Keeler offenbarte. Einige Wochen nach der Rede bestätigte Profumo die Bekanntschaft zu Keeler, bestritt jedoch einen Fehltritt. Von der Presse wurde diese Äußerung jedoch nicht aufgenommen und in zahllosen Titelgeschichten wurde über die Beziehung Profumos zu Keeler gemutmaßt. Am 5. Juni 1963 trat John Profumo zurück, nachdem er zugab, dass er vor dem Untersuchungsausschuss über sein Verhältnis mit Christine Keeler die Unwahrheit gesagt hatte.
Nachdem die Labour Party die Unterhauswahlen vom 15. Oktober 1964 gewonnen hatte, wurde er von Premierminister Harold Wilson zum Generalzahlmeister (Paymaster General) ernannt und behielt dieses Amt bis 1967.
Nach seinem Ausscheiden aus dem Unterhaus am 30. November 1967 wurde er als Life Peer mit dem Titel Baron Wigg, of the Borough of Dudley, in den Adelsstand erhoben und gehört damit bis zu seinem Tod als Mitglied dem House of Lords an. Zugleich wurde er für einige Zeit Vorsitzender der Behörde für die Wettsteuer bei Pferderennen (Horserace Betting Levy Board). 1972 veröffentlichte er seine Autobiografie mit dem Titel George Wigg.